# Allothele
Allothele Tucker, 1920 è un genere di ragni appartenente alla famiglia Euagridae.

## Distribuzione
Le 5 specie note di questo genere sono diffuse prevalentemente in Africa meridionale, soprattutto in Sudafrica; la sola A. regnardi è stata rinvenuta anche in Congo.

## Tassonomia
Questo genere è stato rimosso dalla sinonimia con Euagrus Ausserer, 1875, a seguito di un lavoro di Coyle del 1984 e contra un precedente studio dell'aracnologo Benoit del 1964.
Attualmente, a dicembre 2020, si compone di cinque specie:
- Allothele australis (Purcell, 1903) — Sudafrica
- Allothele caffer (Pocock, 1902)[2] — Sudafrica
- Allothele malawi Coyle, 1984 — Malawi, Sudafrica
- Allothele regnardi (Benoit, 1964) — Congo, Angola
- Allothele teretis Tucker, 1920 — Sudafrica